# Pilea portoricensis
Pilea portoricensis är en nässelväxtart som beskrevs av Hugh Algernon Weddell. Pilea portoricensis ingår i släktet pileor, och familjen nässelväxter. Inga underarter finns listade i Catalogue of Life.